# Franklin Furnace
Franklin Furnace is een plaats (census-designated place) in de Amerikaanse staat Ohio, en valt bestuurlijk gezien onder Scioto County.

## Demografie
Bij de volkstelling in 2000 werd het aantal inwoners vastgesteld op 1537.

## Geografie
Volgens het United States Census Bureau beslaat de plaats een oppervlakte van
7,1 km², waarvan 6,2 km² land en 0,9 km² water.

## Plaatsen in de nabije omgeving
De onderstaande figuur toont nabijgelegen plaatsen in een straal van 16 km rond Franklin Furnace.